# しきさい
しきさい（GCOM-C、気候変動観測衛星）は、地球の気候変動を光学センサにより観測する日本の人工衛星。宇宙航空研究開発機構（JAXA）が2017年から運用し、地球環境変動観測ミッションGCOMにおいて計画された2機のうちの1機。
2017年12月23日にH-IIAロケット37号機で超低高度技術試験機つばめ（SLATS）と共に打ち上げられた。愛称の「しきさい」は「つばめ」と共に公募を元に決定した。プロジェクト総開発費は322億円。日本電気が製造した。
2022年12月に設計寿命の5年を経過したことを受け後期利用に移行、2023年7月にプロジェクト終了が判断され、8月末にGCOMプロジェクトチームは解散、運用主体はしきさい後期利用チームとして再編された。プロジェクト終了審査時点で衛星全体が正常に稼働しており、運用終了後の軌道降下を考慮しても11.5年運用できる燃料が残っている。
植生、雲、エアロゾルなどの分布を継続的に観測することで、観測データを気象や水産分野へ利用したり、地球全球の放射収支・炭素循環の正確なモデル化に貢献し将来の気候変動を予測し、政府政策の根拠となる役割が期待されている。

## 観測機器

### SGLI
多波長光学放射計SGLI（Second-generation Global Imager)は、2つの放射計VNRとIRSから構成される。
観測幅はSGLI-VNRで1,150 km、SGLI-IRSで1,400 kmであり、日本付近（緯度 35度）において2 日に1回の観測が可能である。SGLI-VNRに新たに追加された偏光観測機能により、エアロゾルの粒子の大きさが判別できるため、エアロゾルの発生源が推測可能になる。
SGLIはみどりIIに搭載されたGLIの後継センサである。GLIに比べ、地表面分解能が1kmから250mに改善、陸上エアロゾル等を観測するための偏光・多方向観測機能を持つこと等の改善を行っている。GLIセンサが機械走査で大型化・複雑化しすぎた反省から観測装置を2系統に分割し、かつ観測チャンネルを絞ることで信頼性と耐障害性を向上させている。SGLI-VNRはもも1号のMESSR、ふよう1号のOPS/VNIR、みどりのAVNIR、だいちのAVNIR-2センサの技術を継承している。

#### SGLI-VNR
可視・近赤外放射計部SGLI-VNR（Visible and Near Infrared Radiometer）は, 直下方向を観測する非偏光観測センサ（NPサブユニット; 11チャンネル）と、+45°方向から-45°方向の範囲で切り替え、多方向観測ができる偏光観測センサ（PLサブユニット; 2チャンネル）から構成されている。検出器にはCCDを用いており、機械走査が不要な電子走査方式（プッシュブルーム方式）の放射計である。非偏光観測センサ（NP）は観測方向の異なる3 本の鏡筒で構成され, それぞれが画角24°で, あわせて合計70°（約1,150 km）の走査幅をもつ。陸域・沿岸では250 mの分解能、外洋域では1 kmの分解能で観測する。偏光観測センサ（PL）は、673.5 nm 用と868.5 nm 用の2 本の鏡筒を用いて、0°, +60°, -60°の3つの方向の偏光面について偏光観測を行う。また、衛星進行方向に対して前後45°の範囲内で任意の角度に設定が可能なチルト機構が実装されている。約1,150km の幅を1 km の分解能で観測する。

#### SGLI-IRS
赤外走査放射計部SGLI-IRS（InfraRed Scanning radiometer）は、地上から受けた光を短波長赤外（SWIR：1.05µm - 2.21µm、4 チャンネル）と熱赤外（TIR：10.8µm、12.0µm、2 チャンネル）に分光し、各々の検出器へ導入する。IRS の走査方式は、走査鏡による機械走査方式（ウイスクブルーム方式）である。0.74 秒間に1 回、地表面を走査し、1 回の走査で観測幅80°（約1,400km）を観測する。
| 機器      | 機器          | チャンネル | 中心波長  | バンド幅 | 飽和輝度 W/(m2 sr um) | 分解能 | 観測対象                                                               |
| --------- | ------------- | ---------- | --------- | -------- | --------------------- | ------ | ---------------------------------------------------------------------- |
| SGLI- VNR | 非偏光 観測   | VN1        | 379.9 nm  | 10.6 nm  | 240 - 241             | 250 m  | 陸上エアロゾル・大気補正・海色・雪氷                                   |
| SGLI- VNR | 非偏光 観測   | VN2        | 412.3 nm  | 10.3 nm  | 305 - 318             | 250 m  | 植生・陸上エアロゾル・大気補正・海上エアロゾル・光合成有効放射量・雪氷 |
| SGLI- VNR | 非偏光 観測   | VN3        | 443.3 nm  | 10.1 nm  | 457 - 467             | 250 m  | 植生・海上エアロゾル・大気補正・光合成有効放射量・海色・雪氷           |
| SGLI- VNR | 非偏光 観測   | VN4        | 490.0 nm  | 10.3 nm  | 147 - 150             | 250 m  | 海色（クロロフィル濃度・懸濁物質濃度）                                 |
| SGLI- VNR | 非偏光 観測   | VN5        | 529.7 nm  | 19.1 nm  | 361 - 364             | 250 m  | 光合成有効放射量・海色（クロロフィル濃度）                             |
| SGLI- VNR | 非偏光 観測   | VN6        | 566.1 nm  | 19.8 nm  | 95 - 96               | 250 m  | 海色（クロロフィル濃度・懸濁物質濃度・有色溶存有機物）                 |
| SGLI- VNR | 非偏光 観測   | VN7        | 672.3 nm  | 22 nm    | 69 - 70               | 250 m  | 植生・陸上エアロゾル・大気補正・海色                                   |
| SGLI- VNR | 非偏光 観測   | VN8        | 672.4 nm  | 21.9 nm  | 213 - 217             | 250 m  | 植生・陸上エアロゾル・大気補正・海色                                   |
| SGLI- VNR | 非偏光 観測   | VN9        | 763.1 nm  | 11.4 nm  | 351 - 359             | 1000 m | 水雲幾何学的厚さ                                                       |
| SGLI- VNR | 非偏光 観測   | VN10       | 867.1 nm  | 20.9 nm  | 37 - 38               | 250 m  | 植生・陸上エアロゾル・大気補正・海色・雪氷                             |
| SGLI- VNR | 非偏光 観測   | VN11       | 867.4 nm  | 20.8 nm  | 305 - 306             | 250 m  | 植生・陸上エアロゾル・大気補正・海色・雪氷                             |
| SGLI- VNR | 偏光 観測     | P1         | 672.2 nm  | 20.6 nm  | 295, 315, 293         | 1000 m | 植生・陸上エアロゾル・大気補正・海色                                   |
| SGLI- VNR | 偏光 観測     | P2         | 866.3 nm  | 20.3 nm  | 396, 424, 400         | 1000 m | 植生・陸上エアロゾル・大気補正・海色・雪氷                             |
| SGLI- IRS | 近赤外 (SWIR) | SW1        | 1050 nm   | 21.1 nm  | 289.2                 | 1000 m | 水雲光学的厚さ・粒径                                                   |
| SGLI- IRS | 近赤外 (SWIR) | SW2        | 1390 nm   | 20.1 nm  | 118.9                 | 1000 m | 雪氷面上雲検知                                                         |
| SGLI- IRS | 近赤外 (SWIR) | SW3        | 1630 nm   | 195 nm   | 50.6                  | 250 m  | 雪氷面上雲検知                                                         |
| SGLI- IRS | 近赤外 (SWIR) | SW4        | 2210 nm   | 50.4 nm  | 21.7                  | 1000 m | 水雲光学的厚さ・粒径                                                   |
| SGLI- IRS | 熱赤外 (TIR)  | T1         | 10.785 µm | 0.756 µm | 340                   | 250 m  | 地表・海面・雪氷面温度・火災検知・植生水ストレス等                     |
| SGLI- IRS | 熱赤外 (TIR)  | T2         | 11.975 µm | 0.759 µm | 340                   | 250 m  | 地表・海面・雪氷面温度・火災検知・植生水ストレス等                     |